# Karel vom heiligen Andreas

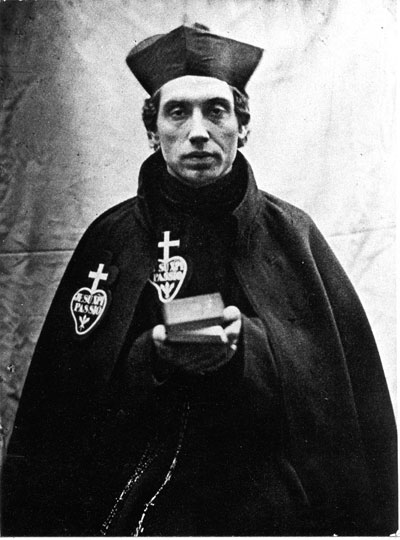
Karel vom heiligen Andreas, 1851

Karel vom heiligen Andreas (bürgerlich: Johannes Andreas Houben; * 11. Dezember 1821 in Munstergeleen, Niederlande; † 5. Januar 1893 in Dublin, Irland) war ein niederländischer Priester und Passionist. Er ist ein Heiliger in der katholischen Kirche.
Johannes Houben schloss sich 1845 den Passionistenorden an und nahm den Ordensnamen Karel vom heiligen Andreas an. 1850 wurde er zum Priester geweiht. Karl war zuerst in verschiedenen Konventen seines Ordens in England tätig. Schließlich wurde er 1857 ins Kloster Mount Argus versetzt, wo er fast bis zu seinem Tod wirkte. Karl wurde in der Bevölkerung als beliebter und erfolgreicher Beichtvater und Seelenführer geschätzt. Angeblich hatte er die Gabe, Kranke zu heilen.
Karel vom heiligen Andreas wurde 1988 von Papst Johannes Paul II. selig- und 2007 von Papst Benedikt XVI. heiliggesprochen.